# Cuibul
Cuibul este o formație de muzică acustică fondată de muzicianul Igor Dînga în anul 1991, la Chișinău  . În 2013, formației i s-a alăturat solista Lidia Scarlat  . 

## Componență[1]
- Igor Dînga - chitară, vocal
- Lidia Scarlat - vocal
- Igor Coșolean - chitară
- Andrei Boico - chitară bas
- Eugen Berdea - cajon

## Single-uri
- Așa și așa
- Episod
- Hello
- Ne vom topi
- Orașul
- Space wife
- Tu-tu
- Vise elementare